# Товстошкірі черв'яги
Товстошкірі черв'яги (Dermophiidae) — родина земноводних ряду Безногі земноводні. Має 4 роди та 14 видів.

## Опис
Загальна довжина представників цієї родини коливається від 15 до 60 см. Голова товста. Тулуб кремезний. Має первинні та вторинні кільця. Шкіра вкрита щитками, що створює уявність щодо товстої шкіри. Звідси походить назва цієї родини. Хвіст різко загострено. Забарвлення здебільшого однотонне: сіре, фіолетове, чорне, коричневе різних відтінків.

## Спосіб життя
Полюбляє тропічні та субтропічні ліси. Мешкають у верхніх шарах ґрунту. зустрічаються на висоті до 1500 м над рівнем моря. Живляться безхребетними, дрібними ящірками, мишоподібними.
Це живородні земноводні.

## Розповсюдження
Мешкають у Мексиці, Центральній Америці, північній частині Південної Америки, а також у центральній та західній Африці.

## Роди
- Dermophis
- Geotrypetes
- Gymnopis
- Schistometopum